# Veliki voluhar
Veliki voluhar (znanstveno ime Arvicola amphibius) je glodavec, ki v naravi deloma uporablja opuščene rove krtov, deloma jih ustvarja sam. Prehranjuje se v glavnem z glodanjem koreninic rastlin, posebno rad ima koreninske dele solatnic, korenin sadnega drevja, korenin vrtnic po vrtovih. Kadar ima dovolj hrane, samica skoti trikrat na leto od 2 do 7 mladičev. Kadar se pojavi na vrtu, lahko povzroči veliko škodo pridelovalcem.